# Foxi Kéthévoama

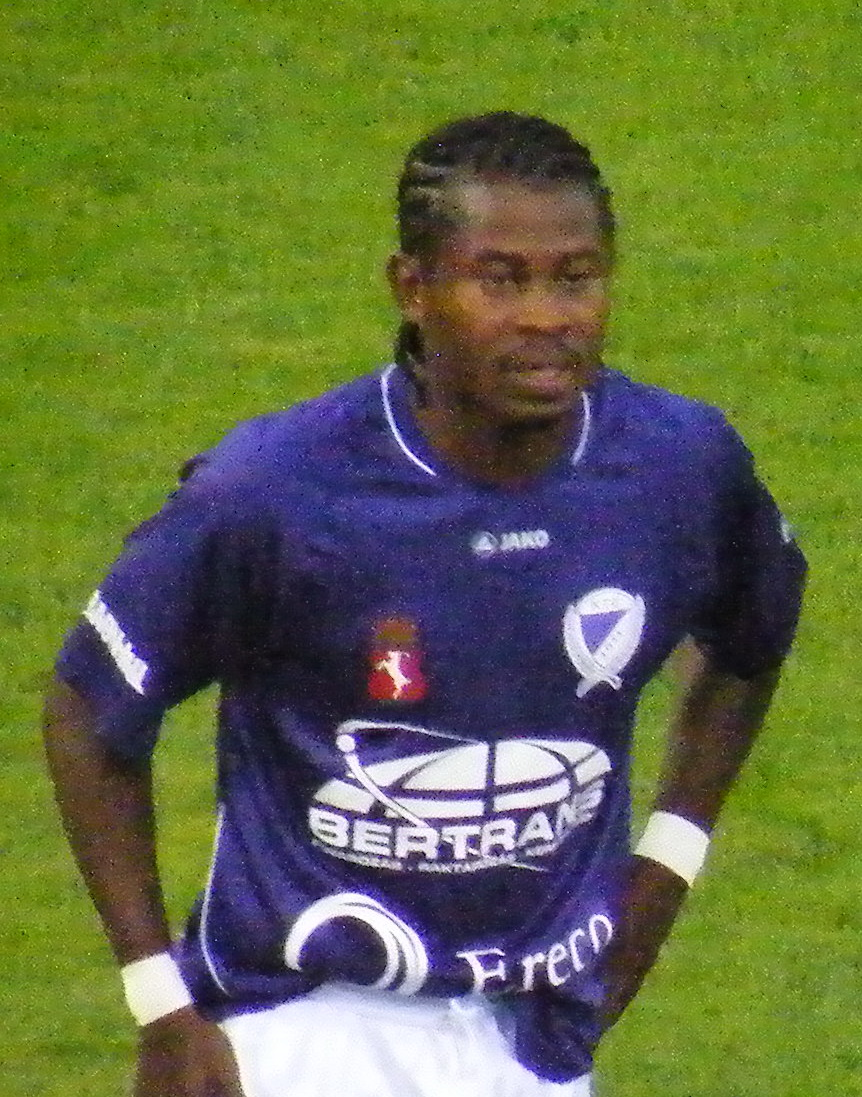
Foxi Kéthévoama (2010)

Foxi Kéthévoama (* 30. května 1986, Bangui) je fotbalový záložník a reprezentant Středoafrické republiky, který od roku 2012 působí v kazašském klubu FC Astana.

## Klubová kariéra
- USCA Bangui (mládež)
- DFC8 Bangui (mládež)
- Stade d'Akébé 2004
- FC 105 Libreville 2005–2006
- Diósgyőri VTK 2006–2007
- Újpest FC 2007–2010
- Kecskeméti TE 2010–2012
- →  FC Astana 2012 (hostování)[2]
- FC Astana 2013– [3]

## Reprezentační kariéra
V roce 2002 debutoval v A-mužstvu Středoafrické republiky.